# 馬敬德
马敬德，河间郡人，南北朝时期北齐儒学家。
他年轻时喜好儒学，拜徐遵明为师，学习《诗经》和《礼记》，通晓其大概内容。尤其深入研究《春秋左氏传》，儒学家们评价他阐明了其中的义理。他在河北地区传授学问，追随他的学生数量众多，河间王高孝琬每当有讲学活动，都会去追随马敬德。有一次，马敬德的妻子梦见猛兽朝自己扑来。马敬德越过草丛中的荆棘逃跑，他的妻子则趴在地上，一动不动。马敬德为这个梦占卜说：“这预示着我会得到高官。越过荆棘，意味着能超过九卿；你趴在地上，意味着会成为夫人。”马敬德曾差点被推举为孝廉，却坚决推辞了。他前往州府，请求被推举为秀才。由于按照惯例，秀才通常从文人中选拔，州府本没打算推荐身为儒者的马敬德。但因马敬德请求考试，州府便对他进行了策问。马敬德的五条回答，都符合文理要求。于是他得到州府推举，前往都城邺城，参加秀才策问考试，成为唯一及第的人。之后，他又请求参加经业考试，在被问及十条问题时，全部顺利通过。他被提拔为国子助教，后又转任太学博士。天统初年，马敬德被任命为国子博士。齐武成帝成为太上皇后，为儿子齐后主挑选师傅，赵彦深推荐了马敬德，他便进入宫中担任侍讲。由于后主不喜欢学问，马敬德的讲学极为简略，只是偶尔提及《春秋》罢了。武平初年，凭借曾担任后主师傅的恩情，马敬德被提拔为国子祭酒，加授仪同三司、金紫光禄大夫之职，还兼任瀛州大中正。马敬德的某个弟子曾说：“马先生比孔子还厉害。孔子可没得到过仪同的职位。马敬德去世后，被追赠开府、瀛沧安三州诸军事、瀛州刺史之位。后来张景仁被封为建安王，赵彦深提出 “侍书能被封王，为何侍讲没有封爵呢”，于是马敬德被追封为广汉郡王。其子马元熙。